# Scelolyperus schwarzii
Scelolyperus schwarzii är en skalbaggsart som beskrevs av Horn 1893. Scelolyperus schwarzii ingår i släktet Scelolyperus och familjen bladbaggar. Inga underarter finns listade i Catalogue of Life.